# Carsten Heymann
Carsten Heymann (Sebnitz, 7 gennaio 1972) è un ex biatleta tedesco.

## Biografia
In Coppa del Mondo ottenne il primo risultato di rilievo il 19 gennaio 1995 a Oberhof (18°) e l'unica vittoria, nonché primo podio, il 19 gennaio 1997 ad Anterselva.
In carriera prese parte a un'edizione dei Giochi olimpici invernali, Nagano 1998 (34° nella sprint), e a tre dei Campionati mondiali, vincendo due medaglie.

## Palmarès

### Mondiali
- 2 medaglie:
  - 2 argenti (gara a squadre[2] a Osrblie 1997; gara a squadre[2] a Pokljuka/Hochfilzen 1998)

### Coppa del Mondo
- Miglior piazzamento in classifica generale: 8º nel 2001
- 11 podi (6 individuali, 5 a squadre[1]), oltre a quelli ottenuti in sede iridata e validi anche ai fini della Coppa del Mondo:
  - 1 vittoria (a squadre)
  - 6 secondi posti (4 individuali, 2 a squadre)
  - 4 terzi posti (2 individuali, 2 a squadre)

#### Coppa del Mondo - vittorie
| Data            | Località   | Nazione | Spec.                                           |
| --------------- | ---------- | ------- | ----------------------------------------------- |
| 19 gennaio 1997 | Anterselva | Italia  | RL (con Ricco Groß, Mark Kirchner e Frank Luck) |

Legenda:

RL = staffetta